# رسالة بطرس الثانية
رسالة بطرس الثانية هي إحدى أحد أسفار العهد الجديد التي تصنف ضمن رسائل الكاثوليكون، الرسالة موجهة من (سِمْعَانُ بُطْرُسُ عَبْدُ يَسُوعَ الْمَسِيحِ وَرَسُولُهُ) (2 بطرس 1:1) إلى ذات الجماعات المسيحية المشتتة في آسيا الصغرى التي بُعثت إليها الرسالة الأولى ، بحسب التقليد المسيحي فإن كاتب الرسالة هو بطرس أحد رسل المسيح الإثنا عشر وقد كتبها في فترة قريبة من نهاية عمره استنادًا إلى قوله فيها (عالمًا أن خلع مسكني قريب)، في فترة تقدر ما بين عام 64م إلى 68م، إلا أن أغلب علماء النقد الكتابي توصلوا إلى أن بطرس ليس هو كاتبها، وأنها منحولة.

## كاتب الرسالة
قدم كاتب الرسلة نفسه باسم الرسول بطرس، ولكن الآراء اختلفت حول شخصية الكاتب الحقيقية للاختلافات الموجودة بينها وبين الرسالة الأولى من حيث الطرقة المتبعة لصياغة وكتابة الرسالتين، إلا أن عدد كبير من آباء الكنيسة أيدوا صحة نسبها إلى الرسول بطرس وفي مقدمتهم جيروم وإيرونيموس الذي أوعز الخلاف إلى الفرق في الترجمة.[بحاجة لمصدر]

## محتوى الرسالة
- دعوة المؤمنين إلى الاجتهاد في الثبات في دعوة الله لهم لملكوت السماوات [7]
- النبوات التي كتبت عن المسيح حقيقية لأنها لم تأت بمشيئة البشر بل بوحي الروح القدس [8]
- الوعيد والهلاك للمعلمين الكذبة الذين يحاولون تضليل شعب الله [9]
- مجئ المسيح الثاني [10] والإشارة إلى الرسائل التي كتبها بولس الرسول [11]

## الجدال حول قانونيته

### سبب تاخر الاعتراف بها لدى بعض كنائس
وسبب تأخر الاعتراف بها اختلاف أسلوبها عن الرسالة الأولى لبطرس الرسول.

### كناىس لم تعترف بها
تذكر دائرة الدراسات السريانية كلام  أوسابيوس القيصري حيث قال: «أن رسالة بطرس الأولى معترف بصحتها وقد استعملها الشيوخ الأقدمون في كتابتهم كسفر لا يقبل أي نزاع. على أننا علمنا أن رسالته الثانية الموجودة بين أيدينا الآن ليست ضمن الأسفار القانونية» وتضيف دائرة الدراسات السريانية  تعليقا  : «كانت هذه الرسالة الثانية، منذ فجر النصرانية، موضوع جدل بين بعض آباء الكنيسة، فقد أنكر بعضهم قانونيتها، وما يزال كثيرون إلى اليوم يعتقدون أن كاتبها لم يكن الرسول بطرس نفسه بل أحد أتباعه الذين ظن أنه يحق له أن يكتب باسم مار بطرس لأن ما كتبه كان مشرباً بروحه. ولم يضم آباء كنيستنا السريانية هذه الرسالة إلى أسفار العهد الجديد القانونية في الترجمة السريانية البسيطة»

## مواضيع ذات صلة
- بطرس
- رسالة بطرس الأولى
- رسائل الكاثوليكون

## مواقع خارجية
- تفسير العهد الجديد-القمص تادرس يعقوب الملطي